# 시지트로닉스
시지트로닉스(영어: Sigetronics)는 대한민국의 특화 반도체 전문 기업이다. 대표이사는 전북대 반도체과학기술학과 교수 출신의 심규환과 조덕호이다.

## 사업내용
한국 최초로 질화 갈륨(GaN) 전력 반도체 개발에 성공하였다.

## 연혁
- 2023년 8월 3일에 기술 특례 상장으로 주관사를 유안타증권으로 공모가 25,000원에 코스닥 시장에 상장하였다.[4].
- 상장 후 1년 9개월이 지난 2025년 4월 운영 자금 조달을 위해 10억 원 규모의 일반 공모 방식의 유상 증자를 실시할 예정이다.[5]
- 2025년 고성능 실리콘(Si) 애벌런치 포토다이오드(APD) 센서 양산에 성공하였다.[6]

## 참고문헌
1. ↑  ““4분기 흑자 전환 자신”…시지트로닉스, 특화에 전력반도체까지 ‘진격’”. 《한국경제》. 2024년 4월 17일. 2025년 4월 27일에 확인함.
2. ↑  “시지트로닉스 공모주 청약 마지막날 경쟁률”. 《영남일보》. 2023년 7월 25일. 2025년 4월 27일에 확인함.
3. ↑  “시지트로닉스, 상장 첫 발…몸값 1000억 넘길까”. 《더벨》. 2023년 1월 3일. 2025년 4월 27일에 확인함.
4. ↑  “상장 앞둔 시지트로닉스, 밸류 어떻게 책정했나”. 《더벨》. 2023년 6월 12일. 2025년 4월 27일에 확인함.
5. ↑  “시지트로닉스, 10억 규모 일반 공모 유상 증자 결정”. 《이데일리》. 2025년 4월 24일. 2025년 4월 27일에 확인함.
6. ↑  시지트로닉스, 실리콘 APD 센서 양산 기술 확보…수출 확대 기대 전자신문 2025-05-15

## 같이 보기
- 광전자 (기업)
- 드림텍
- RF머트리얼즈
- 파트론 (기업)